# Napolitansk (sprog)
Det napolitanske sprog er et delvis selvstændigt sprog, der tales i Napoli og omkring Napoli i Campania.